# Леон С. Кеннеді
Леон Скотт Кеннеді (англ. Leon Scott Kennedy, яп. レオン・スコット・ケネディ / Reon Sukotto Kenedi) — персонаж франшизи Resident Evil, створеної японською компанією Capcom. Він дебютував як один з двох персонажів-гравців у відеогрі Resident Evil 2 (1998), разом з Клер Редфілд. За сюжетом Resident Evil 2, Леон - новобранець-поліцейський, який прибуває до приреченого Раккун-Сіті запізно на свій перший робочий день і стикається зі спалахом зомбі.
Під час гри він об'єднується з вижившою цивільною, Клер Редфілд, рятує юну Шеррі Біркін і отримує допомогу від таємничої Ади Вонґ. Шість років по тому, у Resident Evil 4 (2005), Леон повертається як агент федерального уряду США у складі спеціальної групи по боротьбі з корпорацією Амбрелла, якій доручено врятувати доньку президента, Ешлі Ґрем, від зловісного культу. У Resident Evil 6 (2012) він і далі працює на уряд США і возз'єднується з Адою та дорослою Шеррі.
Леон — головний герой кількох ігор серії Resident Evil, новел та інших ігрових франшиз, зокрема Project X Zone та Dead by Daylight. Леон з'являється в мультиплікаційних фільмах та анімаційних мінісеріалах. У наступних іграх, таких як ремейки Resident Evil 2 (2019) та Resident Evil 4 (2023), його риси були засновані на моделі Едуарда Бадалути з Румунії. Кілька акторів зображували Леона, в тому числі Джоганн Урб та Еван Джогія в повнометражних фільмах Оселя Зла. Видання про відеоігри називають Леона одним з найпопулярніших і культових персонажів відеоігор, і він незмінно залишається найулюбленішим персонажем франшизи серед фанатів.

## Концепт та дизайн
Леона було задумано як одного з двох нових головних героїв (разом з Клер Редфілд) для Resident Evil 2, оскільки розробники хотіли, щоб у грі з'явилися персонажі, які не мали досвіду зіткнення з жахливими ситуаціями, а не досвідчені протагоністи, які повернулися з минулого. Хоча режисер Хідекі Камія надавав перевагу «тупому і крутому хлопцю», він створив Леона як «людину зі слабкостями», щоб виділити його і повести гру в іншому напрямку, ніж Кріс Редфілд і перша Resident Evil. Хоча Леона спочатку задумували як ветерана поліції, його змінили на новобранця після того, як оригінальну версію Resident Evil 2 (також відому як Resident Evil 1.5) було скасовано. Характер Леона був додатково переглянутий новим сценаристом Нобору Суґімурою. Зовнішній вигляд Леона розробив художник Capcom Ісао Огіші.
В довіднику до оригінальної версії Resident Evil 2 пояснюється, що Леон запізнився на роботу через сварку зі своєю дівчиною, яка, за словами Камії, була заснована на реальних подіях з життя самого Камії. У Resident Evil 2 Леон має неоднозначний роман з Адою Вонґ, який отримав подальший розвиток у наступних частинах, починаючи з Resident Evil 4. Макото Камія спочатку хотів, щоб фільм Оселя зла: Прокляття був продовженням проблемного роману між Леоном і Адою, але від цієї ідеї відмовилися.
Камія був здивований тим, наскільки популярним став Леон, і насолоджувався його еволюцією в «дійсно крутого хлопця» у Resident Evil 4, додавши, що він «закохався в нього заново». У документальному фільмі, що пояснює концепцію персонажів гри, було сказано, що Леон повинен був «виглядати жорсткіше, але водночас круто». Масакі Яманака пояснив цю зміну досвідом, який він отримав після Resident Evil 2. Його зробили більш мужнім, але Яманака не хотів, щоб він виглядав «занадто відполірованим». Його обличчя змоделювали за зразком директора відділу анімації гри Крістіана Дюрре.
Продюсеру Resident Evil 6 Кобаяші сподобався Леон і він вирішив включити його в гру, оскільки «він займає центральне місце в історії». Включення Леона призвело до того, що його історія стала більш жахливою, ніж у решти акторів, і дала відчуття незавершеності, оскільки гравцям потрібно було б вибрати інших протагоністів, щоб зрозуміти її. Його початковий дизайн мав бути схожим на звичайного цивільного, а також давати враження, що його можна легко перемогти. Для його китайського дизайну одяг повинен був надати атмосферу стилю, що контрастує з військовим спорядженням Кріса. Ключовим кольором Леона був синій. Початкова куртка також мала мати цивільний вигляд.
Для ремейку Resident Evil 2 2019 року дизайн Леона був скоригований, щоб краще відповідати більш фотореалістичним декораціям; наприклад, Леон більше не носить великих наплічників, щоб відрізнити його оригінальну, низькополігональну модель. Ремейк Resident Evil 4 підкреслив набутий досвід Леона і те, наскільки він змінився за проміжок часу між двома іграми.

## Акторські образи
Леон був озвучений Полом Хаддадом у Resident Evil 2 і зображений Бредом Ренфро в рекламному ролику, знятому Джорджем Ромеро. Для Resident Evil 4, роль отримав Пол Мерсьє. Його обрали на початку розробки, ще до того, як історія була завершена, і він отримав свободу інтерпретації та розвитку персонажа; японська команда була задоволена його роботою, і коли гру скасували й перезапустили, Мерсьє повернувся, щоб озвучити новий сценарій. Однак Capcom попросила Мерсьє перезаписати деякі репліки, оскільки вони вважали, що Мерсьє змусив Леона звучати занадто старим. Мерсьє повторив цю роль у Resident Evil: Degeneration та Resident Evil: The Darkside Chronicles.
Мерсьє замінив Метью Мерсер у Resident Evil 6, а пізніше повторив цю роль у Resident Evil: Damnation, Resident Evil: Revelations 2 і Resident Evil: Vendetta. Мерсер назвав себе фанатом і другом Мерсьє і сказав, що для нього велика честь взяти на себе роль голосу Леона. У Damnation, дія якої відбувається до Resident Evil 6, Мерсер зобразив його «молодшим і зухвалішим» і «фактично повторює його трансформацію» на противагу «зломленому, пригніченому Леону, з якого починається Resident Evil 6». Мерсер порівняв Леона з Людиною-павуком через його «природну схильність до дотепних жартів» і знімав напругу за допомогою жартів, а під час дискусій з режисером зміг імпровізувати кілька однолінійок. У Vendetta Мерсер зобразив Леона більш наляканим - він більше не довіряє власним навичкам, як наслідок похмурих подій у 6 та Damnation. Мерсер повернеться, щоб зіграти цього персонажа в CG-анімаційному фільмі Resident Evil: Death Island, що вийде у 2023 році.
У фільмі Resident Evil: Retribution Леона зіграв Джоганн Урб. Про кастинг Урба продюсер і режисер фільму Пол Вільям Скотт Андерсон сказав: «Ви не уявляєте, як важко знайти когось із такою зачіскою, як у Леона Кеннеді, когось, хто має бути мужнім і з таким довгим чубчиком», додавши, що «якщо поставити їхні фотографії поруч, то він буде виглядати так, ніби його створила компанія Capcom». Андерсон сказав, що рішення включити Леона та інших ігрових персонажів у фільм було «ініціативою фанатів». Урб згадав, що вивчив манеру поведінки Леона з відеоігор, переглядаючи ролики, розміщені на YouTube, коментуючи, що «у нього не дуже високий голос. Мені здається, що він говорить так, як я говорю, тобто трохи повільніше».
Крістіан Ланц озвучив Леона у Resident Evil: Operation Raccoon City. Нік Апостолідес озвучив Леона в ремейках Resident Evil 2 і Resident Evil 4, а також у фільмі Resident Evil: Infinite Darkness. Апостолідес вважає, що його давнє захоплення серією дозволило йому швидко вникнути в роль. Він описав Леона в Resident Evil 2 як «яскравого і цілеспрямованого, і його дитяча наївність швидко відходить на задній план перед його підготовкою, його розумом і його кінцевою місією: служити і захищати». Риси його обличчя в ремейку Resident Evil 2 були засновані на моделі Едуарда Бадалути.

## Появи

### У відеоіграх Resident Evil
Леон вперше з'явився у Resident Evil 2 (1998), як один з двох головних героїв гри, разом з Клер Редфілд. За сюжетом, у свій перший день роботи він - поліцейський, який прибуває до міста Раккун-Сіті на Середньому Заході США, одразу після початку спалаху вірусної інфекції. Він випадково зустрічає Клер, яку переслідують зомбі, створені Т-вірусом. Разом вони тікають до будівлі поліцейського управління Раккун-Сіті, але потім розділяються і йдуть кожен своєю дорогою. Зрештою вони знову зустрічаються в підземному дослідницькому комплексі корпорації Амбрелла, відповідальній за виникнення вірусу. По дорозі Леон знайомиться з Адою, загадковою і привабливою жінкою, яка зрештою виявляється шпигункою, яка шукає зразок ще потужнішого G-вірусу. Під час фінальної сутички з, здавалося б, невблаганним Т-103 Тираном, який постійно переслідує героїв, Ада кидає Леону (або Клер, залежно від сценарію) ракетну установку, щоб знищити істоту. Зрештою, Леон стикається з жахливо мутованим науковцем Амбрелла Вільямом Біркіном і вбиває його, а потім тікає з установи, що самознищується, разом з Клер і маленькою донькою Біркіна Шеррі. Леон повертається до своєї ролі в ремейку Resident Evil 2 (2019).
В епілозі Resident Evil 3: Nemesis (1999) розповідається про те, що Леон згодом приєднався до федерального уряду США. У Resident Evil Code: Veronica (2000) Клер зв'язується з Леоном, щоб передати інформацію своєму братові Крісу, поки вона перебуває в ув'язненні на острові Рокфорт. Resident Evil: The Darkside Chronicles (2009) містить переосмислення Resident Evil 2 і Resident Evil Code: Veronica; а також новий сценарій, дія якого відбувається у 2002 році, в якому Леон і солдат Джек Краузер виконують місію з пошуку Хав'єра Ідальґо, колишнього наркобарона, який, за чутками, мав справу з Амбреллою.
Леон - головний герой Resident Evil 4 (2005). У 2004 році він як спецагент отримав завдання врятувати доньку президента США Ешлі Ґрем, яку утримують десь у Європі. Її викрадачі виявляються частиною культу зла, відомого як Лос Ілюмінадос, який взяв під контроль місцевих жителів за допомогою паразитів, відомих як Лас Плаґас. Поки Леон шукає Ешлі, його захоплюють і заражають паразитом. За допомогою Ади Вонґ та науковця Ілюмінадос Луїса Сера, Леонові вдається вивести Лас Плаґас зі свого тіла та врятувати Ешлі, водночас протидіючи секті. У кульмінації гри Леон вбиває лідера культу Осмунда Седлера, але змушений віддати зразок Лас Плаґаса Аді, яка втікає на гелікоптері, залишаючи Леона та Ешлі рятуватися катером. Леон повертається до своєї ролі в ремейку Resident Evil 4 (2023). Він також є одним з головних героїв Resident Evil 6 (2012), разом з Крісом Редфілдом, Джейком Мюллером та Адою Вонґ.
Леон також з'являється в кількох неканонічних іграх серії. Разом з Баррі Бертоном він є героєм ексклюзивної для Game Boy Color гри Resident Evil Gaiden (2001). Разом з Клер, Леон є одним з двох персонажів браузерної та мобільної гри Resident Evil: Zombie Busters. У шутері від третьої особи Resident Evil: Operation Raccoon City (2012), що повертається до інциденту в Раккун-Сіті, гравці керують оперативниками Амбрелли, посланими вбити всіх, хто вижив, і певні дії можуть призвести до загибелі Леона. Він також є персонажем гри в режимі «Heroes». Леон, разом з костюмом Клер, з'являється у Resident Evil: Resistance (2020). Він також є ігровим персонажем у Resident Evil Re:Verse (2022).

### У фільмах Resident Evil

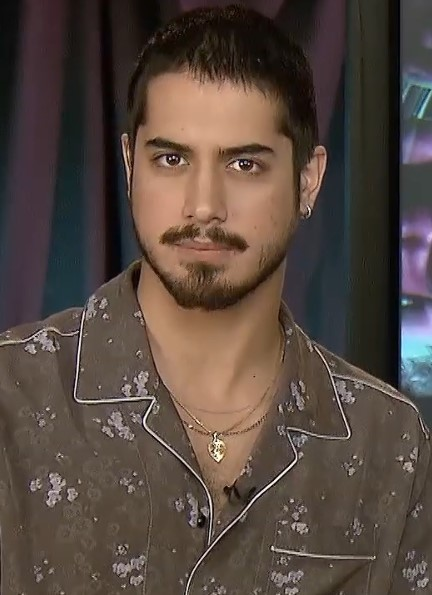
Еван Джогія зіграв Леона у фільмі Оселя Зла: Вітаємо у Раккун-Сіті

Леон об'єднується з Клер Редфілд у мультиплікаційному фільмі Resident Evil: Degeneration (2008), щоб зупинити черговий спалах Т-вірусу на американській землі. Він повертається у сиквелі Resident Evil: Damnation, де його відправляють розслідувати застосування Лас-Плаґас під час громадянської війни у Східній Європі. Починаючи з Resident Evil: Degeneration, Capcom змоделювала модель комп'ютерного Леона Кеннеді на основі Джеймісіна Метьюза. На відміну від повнометражних фільмів, анімаційні фільми канонічно відбуваються в тому ж всесвіті, що й ігрові серії, і є приквелами Resident Evil 5 і Resident Evil 6, відповідно. Третій мультиплікаційний фільм Resident Evil: Vendetta (2017) з Крісом Редфілдом, Леоном Кеннеді та Ребеккою Чемберс у головних ролях. Переповнений почуттям провини Леон приєднується до Кріса у рятувальній операції і розшифровує план Глена Аріаса щодо масштабної атаки на Нью-Йорк. Леон також з'являється в серіалі Netflix Resident Evil: Infinite Darkness (2021). Він стикається з зомбі, коли Білий дім стає мішенню таємничої атаки. Пізніше він зустрічає Клер Редфілд, яка розслідує дивний малюнок, зроблений маленькою біженкою під час роботи на місії TerraSave з нагляду за будівництвом соціального комплексу. Він повернувся у сиквелі анімаційного фільму Resident Evil: Death Island.
В інтерв'ю у 2010 році режисер Пол Вільям Скотт Андерсон сказав, що якщо Resident Evil: Afterlife стане успішним, він зніме п'ятий фільм і хотів би, щоб у ньому з'явився Леон. Леон також з'явився як головний персонаж у фільмі Resident Evil: Retribution (2012), «готовий вирувати разом з Поганим Дощем і Джилл Валентайн, що перейшла на бік ворога». У реальному житті Леон є лідером групи найманців, що працює на Альберта Вескера, який об'єднується з кіношною версією Ади, щоб боротися з Амбреллою, врятувати Алісу і врятувати Джилл. Наприкінці фільму він є одним з тих, хто вижив. У перезавантаженому фільмі Resident Evil: Welcome to Raccoon City (2021) Леон у виконанні Евана Джогія об'єднується з Клер і Браяном Айронсом, щоб втекти з міста.

### Інші появи
Леон з'являється в коміксі маньхва 1998-1999 років Shēnghuà Wēijī 2 («Біологічна криза 2»). Романтична комедія, в центрі якої Леон, Клер і Ада, і переказ історії Resident Evil 2, була випущена в тайванському двосерійному коміксі Èlíng Gǔbǎo II в 1999 році. Леон також з'являвся як персонаж коміксів Image Comics під назвою Resident Evil, включаючи романи Стефані Данелл Перрі Resident Evil: City of the Dead і Resident Evil: Underworld. У друкованих виданнях карткових ігор Леон з'являється як карта в грі Resident Evil: The Deck Building Game, що випускається компанією Bandai. На Halloween Horror Nights 2013, що проходив в Universal Orlando, Леон був одним з двох головних героїв у будинку з привидами під назвою Resident Evil: Escape from Raccoon City, заснованому на Resident Evil 2 і Resident Evil 3: Nemesis.
Поза франшизою Resident Evil Леон з'являється у вигляді костюма персонажа Кріса Редфілда в файтингу Ultimate Marvel vs. Capcom 3. Він з'являється як персонаж для одиночної гри у Project X Zone 2. Він також з'являється духом у кросовері Super Smash Bros. Ultimate від Nintendo. Леон та багато інших персонажів Resident Evil з'являються як ігрові персонажі в Dead by Daylight. Його скіни «Наполегливий слідчий» та «Невразливий агент» також були включені в гру. Леон також з'явився в багатокористувацькій королівській битві Knives Out, яка проходила з 29 липня по 12 серпня 2021 року. У серпні 2021 року персонаж Lion з Rainbow Six Siege отримав скін Леона Кеннеді. У лютому 2022 року і Леон, і Кріс з'явилися як великодки в Dying Light 2. У березні 2023 року Леон і Клер з'явилися в Fortnite Battle Royale. У квітні 2023 року Леон з'явився в Puzzle & Survival. У 2023 році, перед виходом ремейка Resident Evil 4, Capcom випустила промо-аніме Resident Evil Masterpiece Theater, в якому була зображена історія Леона і Ешлі. Він також з'явився в State of Survival як колаборації.

## Мерчендайз
Було випущено різні види атрибутики на основі Леона. У 2004 році Capcom анонсувала серію вбрання на основі одягу Леона під назвою «Leon's Collection». У 2020 році також було виготовлено статуетку та фігурку Леона, а також статуетку Клер. В Японії Capcom випустила 10-мілілітровий флакон парфумів у стилі Леона, який зараз продається за 6380 єн. У 2021 році Capcom та Kadoya спільно випустили офіційну репродукцію куртки Леона з Resident Evil: Infinite Darkness. Capcom також співпрацювала з Darkside Collectibles, щоб розробити фігурку Леона в чверть розміру, засновану на його зовнішності в Resident Evil 4. У 2022 році була випущена репродукція куртки Леона з ремейку Resident Evil 4 вартістю 1500 доларів. NAUTS та DAMTOYS випустили фігурку Леона з ремейку Resident Evil 2 у розмірі 1/6. У 2023 році Kotobukiya відкрила попередні замовлення на фігурки ARTFX Леона з Resident Evil: Vendetta. Little Armory та Seiko випускали моделі стрілецької зброї та годинників у масштабі 1/12.

## Сприйняття
Ігрові видання, включаючи редакцію Ігрової версії Книги рекордів Гіннеса 2011 року, включили Леона до числа найпопулярніших і найбільш культових персонажів відеоігор. Журнали також хвалили його як найбільш симпатичного персонажа Resident Evil. Його стосунки з Адою були відзначені як незабутній роман у відеоіграх. Nintendo Power вважав його ігровим героєм Nintendo, стверджуючи, що він пройшов шлях від "прославленого службовця з поганою зачіскою" до крутого хлопця. GamesRadar+ вважав Леона "впливовим і крутим героєм", вихваляючи його холоднокровність і неабияку витривалість. Tom's Hardware помістив персонажа серед найкращих протагоністів у відеоіграх, вихваляючи його, зокрема, за холоднокровність і рішучість перед обличчям усіх страшних обставин, які його оточують.
Поява Леона в Resident Evil 4 загалом отримала позитивні відгуки. У книзі Immersion, Narrative, and Gender Crisis in Survival Horror Video Games Андрей Нае описав образ Леона як гіпермужнього персонажа, схожого на Ітана Томаса з Condemned: Criminal Origins. За словами Майка Гарраденса з PlayStation Universe, «ми бачили, як Кеннеді перетворився з симпатичного, слинявого, закоханого цуценяти на мудрого, витонченого, бездоганного урядового агента». GamesRadar описав дизайн Леона як «Девіда Бові, який керує Мемфіською красунею», зазначивши, що, хоча його зачіска була привабливою, вона потребувала модифікацій для ігрових ситуацій. Complex прокоментували його «саркастичну і похмуру особистість», додавши, що, хоча Леон «розвинувся в серії, подорослішавши і ставши справжнім героєм», вони «насолоджувалися грою більше, коли Леон не розмовляв». У серії відеороликів «Tropes vs. Women in Video Games» феміністка Аніта Саркісян розкритикувала безперервну подорож Леона, щоби врятувати Ешлі.
Майкл МакВертор з Polygon похвалив Леона в ремейку Resident Evil 2 і сказав, що «персонаж сприймається як жива людина і керується, як сучасний герой відеоігор». Проте, за словами Раві Сінха з GamingBolt, оновлений дизайн персонажа є одним з найгірших у відеоіграх, і творцям варто було б залишити його первісний вигляд. Курт Індовіна з GameSpot сказав, що ремейк гри покращив особистість Леона, оскільки тепер він виглядає більш людяним. Коментуючи ремейк Resident Evil 4 Ана Діаз з Polygon сказала, що сексуальна привабливість Леона є фетишизацію зовнішності персонажа; цей коментар було поширено у TikTok. VR-версія ремейку Resident Evil 4 також отримала похвалу за редизайн Леона і те, наскільки він вписується в образ. Незважаючи на негативне сприйняття Resident Evil 6, гра Леона з Хеленою була високо оціненою, їх порівнювали з фільмами режисера Майкла Бея. Resident Evil 6 також здобула славу завдяки тому, що Леон вперше з'явився у грі разом з іншим протагоністом серії Resident Evil Крісом Редфілдом.